# Oglasodes bisinuata
Oglasodes bisinuata är en fjärilsart som beskrevs av George Francis Hampson 1926. Oglasodes bisinuata ingår i släktet Oglasodes och familjen nattflyn. Inga underarter finns listade i Catalogue of Life.